# Bradypterus sylvaticus
El zarzalero del Knysna (Bradypterus sylvaticus) es una especie de ave paseriforme de la familia Locustellidae endémica de las regiones costeras de Sudáfrica. Su población es pequeña se encuentra en declive debido a la fragmentación tanto natural como artificial de su hábitat, que limita su capacidad para dispersarse y reproducirse.

## Descripción
Es un pájaro con el plumaje de las partes superiores pardo con cierto tono oliváceo, incluidas las alas y la cola. Sus partes inferiores son de un tonos pardos oliváceos más claros, con el centro del vientre blanquecino. Su barbilla y garganta son pardo oliváceos, pero con moteado y fino veteado blanquecinos. Su cola es relativamente ancha y cuadrada. Su ojo, pico y patas son pardos, aunque su mandíbula inferios es de un color marrón claro.
Es reemplazado en el norte por su pariente el zarzalero de Barratt, muy similar pero con la cola más larga y la garganta más moteada, aunque distinguible por sus llamadas y cantos.

## Distribución y hábitat
Su hábitat los matorrales densos y enmarañados del límite de los bosques, en la costa o relativamente cerca. Se ha adaptado a las zarzas foráneas y ha colonizado las arboledas de ribera suburbanas, aunque sin apenas expandir su distribución.
Se encuentra a lo largo de la línea costera de sur de las provincias Occidental del Cabo y Oriental del Cabo. Se encuentra marginalmente en KwaZulu-Natal, pero se ha extinguido de las proximidades de Durban, debido a la destrucción del hábitat. Existe una pequeña población de menos de 40 parejas en las laderas orientales de la montaña de la Mesa, Ciudad del Cabo, y está presente en los bosques de los valles de las Langeberg. Se registra en 24 reservas naturales, incluido el parque nacional de los Elefantes de Addo.

## Comportamiento
Suele permanecer cerca del suelo, entre la vegetación baja, por lo que es difícil de observar. También suele buscar alimento en el suelo. Emite una distintiva llamada de tipo tabirr y un acelerado y fino trino, que puede usarse para localizarlo.
La mayoría de los territorios de reproducción se sitúan en la vegetación densa a lo largo de los arroyos, y anida en lugares muy cerca del suelo. Es una especie muy filopátrico, uno de cada tres polluelos anillados aparece al año siguiente en el territorio de sus padres. Puede que realice dispersiones locales.